# Parc quasi national d'Ōnuma
Le parc quasi national d'Ōnuma (大沼国定公園, Ōnuma Kokutei Kōen) est un parc quasi national situé dans la péninsule d'Oshima, la partie Sud-Est de l'île de Hokkaidō au Japon. Créé le 1er juillet 1958, il s'étend sur 90,83 km2.